# Xã Adams, Quận Decatur, Indiana
Xã Adams (tiếng Anh: Adams Township) là một xã thuộc quận Decatur, tiểu bang Indiana, Hoa Kỳ. Năm 2010, dân số của xã này là 1.944 người.